# Miss Paraná 2003
O concurso que elegeu a Miss Paraná 2003 aconteceu no dia 13 de dezembro de 2002 no Centro de Eventos de Francisco Beltrão, em Francisco Beltrão. A vencedora foi Elaine Lopes da Silva, representante do município de Umuarama.

## Resultados
| Colocação        | Candidata        | Município      |
| Miss Paraná 2003 | Elaine Lopes     | Umuarama       |
| 2º Lugar         | Priscila Zandoná | Coronel Vivida |
| 3º Lugar         |                  | Marialva       |
| 4º Lugar         |                  | Cambé          |
| 5º Lugar         |                  | Palotina       |
| 6º Lugar         |                  | Cascavel       |

## Informações sobre as candidatas
- Elaine Lopes disputou o Miss Brasil 2003 e ficou entre as 10 semifinalistas. Elaine faleceu em 21 de agosto de 2007, aos 24 anos, vítima de um acidente automobilístico.[1]
- Priscila Zandoná venceu o Miss Terra Brasil 2003[2] e representou o país no Miss Terra 2003, concurso em que ficou em 2º lugar, conquistando o título de Miss Ar.[3]